# Tomislav Nikolić
Tomislav Nikolić (Servisch: Томислав Николић) (Kragujevac, 15 februari 1952) is een Servische politicus. Van 31 mei 2012 tot 31 mei 2017 was hij president van Servië.

## Politieke carrière
Nikolić is een voormalig lid van de Servische Radicale Partij (SRS). Nadat partijvoorzitter Vojislav Šešelj in november 2003 gevangen werd gezet in Den Haag om aldaar te worden berecht door het Joegoslavië-tribunaal, fungeerde Nikolić min of meer als partijvoorzitter. In mei 2007 was hij eveneens korte tijd voorzitter van het parlement. Op 6 september 2008 trad Nikolić af als vicevoorzitter van de SRS na een meningsverschil met Šešelj en richtte de Servische Progressieve Partij op.
Nikolić stond in het verleden bekend als zeer nationalistisch en was voorstander van een Groot-Servië. Desondanks had hij in de jaren negentig nog kritiek op het uit elkaar vallen van Joegoslavië na de langdurige burgeroorlog. Na zijn ruzie met Šešelj in 2008 beschreef hij zichzelf als een 'gematigd nationalist'.
Tussen 1991 en 2012 had Nikolić zitting in het parlement van Servië. In de jaren negentig zat hij ten tijde van de regering van de Servische president Slobodan Milošević samen met Šešelj drie maanden in de gevangenis. In 1998 werd hij echter vicepresident van Servië in een nieuwe regering van diezelfde Milošević (ditmaal als president van Joegoslavië) nadat zijn partij een coalitie met de partij van Milošević (de SPS) was aangegaan, gevolgd door het vicepresidentschap van Joegoslavië dat hij van eind 1999 tot 2000 bekleedde. Zowel in 2000, 2004 als 2008 deed hij tevergeefs een gooi naar het presidentschap van Servië, waarbij hij bij de beide laatste twee verkiezingen in de eerste ronde de meeste stemmen haalde van de kandidaten, maar in de tweede ronde toch werd verslagen door zijn tegenstander, de hervormingsgezinde Boris Tadić.
In 2005 werd hij door een Servische mensenrechtenactiviste, Nastasja Kandić, beschuldigd van deelname aan paramilitaire operaties in 1991 in oostelijk Kroatië. Nikolić reageerde daarop met de verklaring dat hij weliswaar destijds in Kroatië was geweest, maar dat hij er geen burgers had laten doodschieten. Zijn partij diende op grond van deze aantijging een klacht tegen Kandić in omdat zij zich aan laster zou hebben schuldig gemaakt.
Bij de parlementsverkiezingen van 21 januari 2007 werd zijn partij (de SRS) de grootste politieke partij en werd Nikolić op 8 mei van dat jaar parlementsvoorzitter (een zeer machtige politieke functie in Servië), mede dankzij de steun van de Democratische Partij van Servië (DSS) van Vojislav Koštunica. Nadat de hervormingsgezinde partijen - DS, DSS en G17+ - tot een akkoord over een nieuwe regering waren gekomen, trad Nikolić op 13 mei 2007 alweer af.
Op 6 september 2008 trad hij plotseling af als vicevoorzitter van de SRS, waarbij de Servische media verklaarde dat hij meningsverschillen had met het partijkader, en met name met Šešelj, over hoe de partij zou moeten reageren op het voorgestelde lidmaatschap van Servië van de EU. In de dagen erop vormde hij samen met andere ex-leden van de SRS een parlementaire groepering genaamd Napred Srbijo ("Voorwaarts, Servië"). Hij verklaarde aan de media dat de oude Servische Radicale Partij niet langer bestond. Op 11 september reageerde Šešelj door de groep "verraders, westerse marionetten en agenten" te noemen en riep de SRS-leden op om loyaal te blijven aan de ideologie van "Servisch nationalisme, anti-globalisme en pro-Russisch beleid". Een dag later werden Nikolić en zijn medestanders uit de partij gegooid. Daarop verklaarde Nikolić dat hij een eigen partij zou oprichten, die op 24 september werd gepresenteerd als de Servische Progressieve Partij.
Op 16 april 2011 begon Nikolic met een honger- en dorststaking in het Servisch parlement. Zijn doel was het bewegen van de regering van Tadić tot het uitschrijven van vervroegde verkiezingen. Deze verkiezingen kwamen er echter pas in 2012.

### Presidentschap
Tegen de verwachtingen in - de opiniepeilingen gaven een overwinning voor Boris Tadić aan - won Nikolić de Servische presidentsverkiezingen in mei 2012. Dit nadat zijn partij de parlementsverkiezingen won zonder absolute meerderheid. Bij zijn overwinningstoespraak gaf hij aan dat Servië op het Europese pad zou blijven. Nikolić werd op 31 mei 2012 ingehuldigd als president van Servië. Uit protest tegen zijn radicale standpunten waren de leiders van de andere voormalig Joegoslavische landen niet bij de inauguratie aanwezig.
Onder het presidentschap van Nikolić werden hervormingen doorgevoerd en integratiegesprekken met de Europese Unie voortgezet. Servië bleef militair neutraal en werkte samen met zowel de NAVO als Rusland. Bij de presidentsverkiezingen van 2017 stelde Nikolić zich niet herkiesbaar voor een tweede termijn. Hij werd op 31 mei 2017 opgevolgd door premier Aleksandar Vučić.
- Gemeinsame Normdatei: 119407531
- International Standard Name Identifier: 0000 0000 5593 4792
- Library of Congress Control Number: n80037619
- Nederlandse Thesaurus van Auteursnamen: 069114560
- Système universitaire de documentation: 127346619
- Virtual International Authority File: 79423065
- WorldCat: E39PBJhxkqKVfBjYyxFrvXTGpP